# Jonathan Williams (friidrottare)
Jonathan Williams, född 29 augusti 1983, är en friidrottare från Belize. Han deltog vid olympiska sommarspelen 2008.